# Rutan Long-EZ
Rutan Model 61 Long-EZ je visokosposobno domazgrajeno športno letalo s kanardi. Zasnoval ga je ameriški letalski konstruktor Burt Rutan. Razvit je na podlagi Rutan VariEze. Prototip je prvič poletel 12. junija 1979.
V primerjavi s VariEZE ima večje krilo, spremenjen aeroprofil in kanarde. Poganja ga 115 konjski bencinski Lycoming O-235 protibatni motor. Ima pistajalno podvozje tipa tricikel, glavni kolesi sta fiksni, nosno pa uvlačljivo. Leta 2005 je bilo registrirano okrog 700 letal Long-Ez. Ima zelo dolg dolet, kar okrog 3200 kilometrov.

## Specifikacije
Podatki iz Jane's All The World's Aircraft 1982–83
Splošne značilnosti
- Posadka: 1 pilot
- Število sedežev: 1 potnik
- Dolžina: 16 ft 10 in (5,12 m)
- Razpon kril: 26 ft 1 in (7,96 m)
- Višina: 7 ft 10 in (2,40 m)
- Površina kril: 81,99 sq ft (7,617 m2)
- Teža praznega letala: 710 lb (322 kg)
- Maks. vzletna teža: 1.325 lb (601 kg)
- Kapaciteta goriva: 52 US Gal (197 L)
- Pogon letala: 1 × Lycoming O-235 4-valjni zračnohlajeni protibatni motor, 115 hp (86 kW)

Zmogljivost
- Maks. hitrost: 185 mph (298 km/h; 161 kn) (največja potovalna hitrost)
- Potovalna hitrost: 144 mph (125 kn; 232 km/h) (40% moč)
- Doseg: 2.010 mi (1.747 nmi; 3.235 km)
- Višina leta (servisna): 27.000 ft (8.230 m)
- Hitrost vzpenjanja: 1.750 ft/min (8,9 m/s)